# Nusa pseudoalbibasis
Nusa pseudoalbibasis là một loài ruồi trong họ Asilidae. Nusa pseudoalbibasis được Joseph & Parui miêu tả năm 1987. Loài này phân bố ở miền Ấn Độ - Mã Lai.